# ملک‌احمدلی
ملک‌احمدلی (ترکی آذربایجانی: Məlikəhmədli) یک منطقهٔ مسکونی در جمهوری آرتساخ است که در استان کاشاتاق واقع شده‌است.